# Villa Saluzzo Serra
Pour les articles homonymes, voir Serra.
La villa Saluzzo Serra est un bâtiment civil situé dans le quartier Nervi, à Gênes. Propriété municipale, et située dans les parcs de Nervi, elle abrite la galerie d'Art moderne de Gênes depuis 1928. 

## Histoire et description
L'édifice remonte au XVIIe siècle et a appartenu au fil des siècles aux familles des marquis de Saluzzo, puis aux Morando, aux Serra (1815) et enfin à l'armateur Carlo Barabino qui l'a vendu à la municipalité de Gênes en 1926 pour la valeur de 2 200 000 lires. C'est la famille Serra (en la personne de Gerolamo Serra) qui a principalement restructuré la villa principale avec des agrandissements et des modifications à plusieurs reprises, et transformé la terre d'origine d'oliviers et d'agrumes en l'un des jardins les plus appréciés de l'époque des parcs Nervi. 
Parmi les personnalités illustres qui ont visité ou séjourné dans la villa, la fille Luisa Maria Amalia, du roi Ferdinand IV des Deux-Siciles, l'empereur de Prusse Frédéric Guillaume, la reine Maria Cristina d'Espagne et l'historien français Jules Michelet. 
Une chapelle existe près de la villa Saluzzo Serra. 
Dans la zone la plus au sud de la propriété, une vaste pelouse au sein d'un jardin à l'anglaise caractérise l'environnement, en plus de la présence de ruisseaux qui coulent sous les cyprès, les pins domestiques, les chênes verts, les lauriers  et les caroubiers. D'autres éléments de la flore du parc sont le cèdre blanc, les palmiers, un chêne-liège, en plus des oliviers, des cèdres, des noisetiers, des laburnum, des chênes et des camélias.

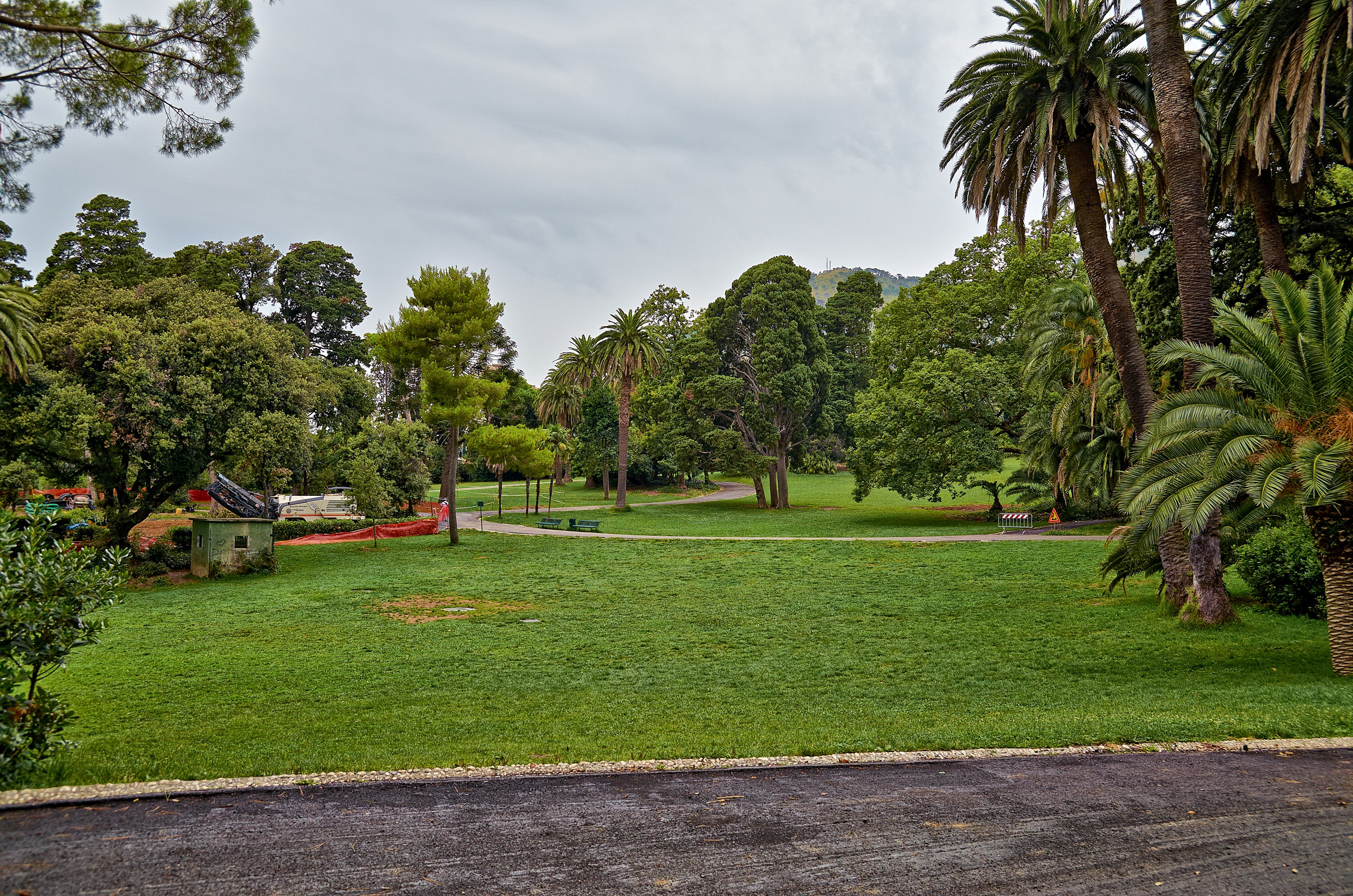
Vue du parc devant la villa.

## Articles associés
- Quartier Nervi